# Touffreville-la-Corbeline

Touffreville-la-Corbeline este o comună în departamentul Seine-Maritime, Franța. În 1 ianuarie 2022 avea o populație de 839 de locuitori.